# Thin Line Between Love and Hate
Pour les articles homonymes, voir The Persuaders.
Thin Line Between Love and Hate est le titre d'une chanson de 1971 du groupe vocal de R&B new-yorkais The Persuaders (en). La chanson a été écrite et produite par les frères Poindexter, Robert et Richard, et a également été co-écrite par la femme de Robert, Jackie Members.

## Analyse
Cette chanson douloureuse et tragique raconte l'histoire d'un homme rentrant tôt le matin pour trouver sa femme qui l'attendait, apparemment indifférent à son absence toute la nuit. Mais il met en garde contre le fait de profiter de l'amour et de l'acceptation d'une femme, car un jour elle pourrait craquer - un conseil qu'il donne depuis son lit d'hôpital.

## Historique des classements
Ce titre est le plus grand succès du groupe. Il est resté deux semaines en tête du palmarès Billboard R&B à la fin de 1971. Il a également atteint la 15e place du classement Billboard Hot 100 et a valu aux Persuaders un disque d'or par la RIAA.
| Classement (1971)                            | En tête |
| -------------------------------------------- | ------- |
| Billboard américain Hot 100                  | 15      |
| Billboard américain Best-seller Soul Singles | 1       |

## Reprises
La chanson a été reprise ou samplée de nombreuses fois.
- Le groupe de rock The Pretenders a enregistré une reprise de cette chanson, incluse sur leur album de 1984 Learning to Crawl, avec Paul Carrack aux claviers et aux chœurs. Sortie en single, la chanson a culminé à la 83e place du Billboard Hot 100 et à la 49e place du UK Singles Chart[3]. Cette version a changé les paroles du point de vue à la première personne à la deuxième personne.
- Le chanteur de reggae jamaïcain BB Seaton a enregistré une version comme chanson titre de son album de 1973 pour Trojan Records.
- Un sample de "Thin Line Between Love and Hate" a été présenté dans la chanson "Washed Away" du groupe de hip-hop Arrested Development. Cette chanson se trouve sur leur album de 1992 3 Years, 5 Months & 2 Days in the Life Of...
- Toujours en 1992, le rappeur Kid Frost a échantillonné cette chanson sur son morceau "Thin Line". Cette chanson est incluse sur son album East Side Story et a atteint la 82e place du palmarès Billboard R&B.
- En 1995, Annie Lennox enregistre une reprise, figurant sur son deuxième album solo Medusa.
- En 1996, le trio vocal R&B H-Town a enregistré la chanson, qui a été incluse dans le film A Thin Line Between Love and Hate avec Martin Lawrence. Sorti sous le nom de "A Thin Line Between Love & Hate", cette version mettait en vedette Roger Troutman et Shirley Murdock au chant et a atteint la 6e place du classement Billboard R&B et la 37e place du Billboard Hot 100[1].